# Kopaonik
Kopaonik (alb. Kopaoniku) je najveći planinski masiv u Srbiji dok se jedan manji dio nalazi na Kosovu. Pruža se od sjeverozapada ka jugoistoku oko 75 kilometara, dosežući u srednjem dijelu širinu oko 40 km.
Najviši dio je prostrana površina Ravni Kopaonik, oko koje se dižu Suvo Rudište s Pančićevim vrhom (2017 m) na kojem je Pančićev mauzolej, Karaman (1934 m), Gobelja (1834 m) i dr. Jugoistočno od Suvog Rudišta greben Kopaonika je sužen i raščlanjen u niz plastastih uzvišenja: Čardak (1590 m), Šatorica (1750 m) i Oštro koplje (1789 m), između kojih su široke presjedline.
Pančićev vrh nazivaju i Milanovim vrhom; prema jednima taj se vrh nalazi na Kosovu, prema drugima u Srbiji, te je dio Nacionalnoga parka Kopaonik.
Na Kopaoniku je najrasprostranjenija raskomadana šumsko-pašnjačka zona središnje Srbije. Na višim dijelovima je četinarska, smrekova, (srp. smrča) i jelova, a po stranama bukova i hrastova šuma.

## Vanjske poveznice
- Kopaonik - turistički portal